# Міядзакі Рьо
Міядзакі Рьо (яп. 宮崎 亮, (20 серпня 1988) — японський професійний боксер, чемпіон світу за версією WBA (2012—2013) у мінімальній вазі. 

## Професіональна кар'єра
2006 року провів перший професійний бій. В своєму дванадцятому поєдинку 2009 року завоював титул чемпіона Японії в першій найлегшій вазі. Через рік завоював титул чемпіона Східно-тихоокеанської федерації боксу (OPBF) у першій найлегшій вазі. Здобуши шість перемог поспіль, чотири з яких були захистами титулу OPBF, 31 грудня 2012 року вийшов на бій проти чемпіона світу за версією WBA у мінімальній вазі Порнсаван Порпрамук (Таїланд) і здобув перемогу розділеним рішенням суддів. Провівши два вдалих захиста звання чемпіона, звільнив титул 2 жовтня 2013 року, щоб повернутися до першої найлегшої ваги.
31 грудня 2013 року в бою проти Тіерафонга Утайди (Таїланд) зазнав першої поразки нокаутом в третьому раунді.
Після чотирьох перемог поспіль 31 серпня 2016 року вийшов на бій проти чемпіона WBA у першій найлегшій вазі Тагуті Рьоічі і програв одностайним рішенням, після чого взяв паузу у виступах більш ніж на 5 років.